# A homok titkai
A homok titkai (Mulheres de Areia) 1993-as brazil televíziós sorozat, amely egy 1973-tól 1974-ig vetített teleregény alapján készült. Magyarországon 1996 és 1997 között sugározta az MTV1, majd ezt követően többször is ismételték.

## Történet
A filmsorozat egy ikerpárról (Ruth és Raquel) szól, akik teljes ellentétei egymásnak. Lesarkítva a dolgokat, Ruth a jó, Raquel a gonosz. Egy napon Ruth megismerkedik Marcossal, akivel rögtön egymásba szeretnek. Raquel azon van, hogy szerelmüket tönkretegye, mert Marcos vagyonára fáj a foga. Sikeresen el is választja őket egymástól, s hozzámegy feleségül. A sorozat főbb szereplői még az ikrek szülei: Floriano és Isaura. Floriano kedvence inkább Ruth, míg felesége Raquelt szereti jobban. Marcos apja Virgilio, édesanyja pedig Clarita. Marcos húgát Malunak hívják. Virgilio egy pénzéhes, hatalommániás, rosszindulatú ember, Clarita viszont érzékeny, gyöngéd, csöndes asszony, aki imádja mindkét gyermekét. Malu gyűlöli az apját, mert az öngyilkosságba kergette a vőlegényét, Gilbertót. A lány folyton azon van, hogy borsot törjön az apja orra alá. Marcos próbálja jó irányba befolyásolni lázadó szellemű testvérét, mivel nagyon szeretik egymást.
Fontos szereplők még a „Holdkóros” Tonho, húga, Glorinha és a házvezetőnőjük, Alzira. Tonho még kisfiú korában végignézte, ahogy apját annak üzlettársa, Donato lelöki egy magas szikláról és meghal. Ez a tragikus élmény olyan maradandó károsodást okoz nála, hogy kissé zavart lelkű felnőtt válik belőle, ennek ellenére igen éles eszű, jólelkű és tehetséges fiú, aki gyönyörű homokszobrokat készít a tengerparton. Glorinha és ő a nevelőapjukkal, Donatóval élnek egy házban, Pontal d'Areiában, aki úgy szerezte halászati vállalkozását, hogy megölte Tonho apját, akinek több hajója és alkalmazottja is volt a faluban. Donato nem is titkolja, hogy fülig szerelmes nevelt lányába, s feleségül akarja venni, ő azonban egy halászt, Titót szereti, Alzira pedig titokban Tonhóba szerelmes. Tonho nagy szerelme Ruth, aki csak barátságot érez iránta. A „Holdkóros” utálja Raquelt, mert az mindig szétrombolja a szobrait és kigúnyolja őt a „betegsége” miatt. Raquel valójában Vanderleybe szerelmes, akivel együtt járt, mielőtt hozzáment Marcoshoz. Eltervezték, hogy a lány beházasodik a gazdag családba, aztán néhány hónap múlva elválik Marcostól, és az így szerzett vagyonnal feleségül mehet szeretőjéhez, aki ugyancsak imádja a pénzt.
Marcos volt menyasszonya, Andrea összefog Virgilióval, hogy mielőbb elválasszák egymástól Marcost és Raquelt. Tervükbe még Vanderleyt is belevonják, akinek sok pénzt ígérnek, ha sikerül elérnie Raquelék válását. Ruth egy darabig Virgilio unokahúgánál, Arleténél dolgozott tanítónőként, annak birtokán. Igen jó barátságba kerültek, hiszen Arlete ápolta a lányt, miután kisfia halva született, szerelme pedig faképnél hagyta. A sors furcsa fintora révén most Arlete épp ahhoz az emberhez, azaz Césarhoz készül hozzámenni, aki összetörte Ruth szívét. Arletének erről fogalma sincs, mivel Ruth nem mondta el neki a férfi nevét. César Marcos legjobb barátja, s majdnem szívrohamot kapott, mikor meglátta barátja újdonsült feleségét, Raquelt, mivel először azt hitte, hogy ő Ruth. (Nem tudta, hogy Ruthnak van egy ikertestvére.) Arlete birtokán dolgozott intézőként Alaor, aki beleszeretett Ruthba és feleségül kérte, de a lány nemet mondott neki. Végül úgy hozta a sors, hogy a fiú megismerkedett Maluval, és kieszelték, hogy összeházasodnak, csakhogy felbosszantsák Virgiliót, akit már az is lesújtott, hogy Marcos egy halász lányát vette el. Kicsit később Alaor beleszeret Maluba, aki apránként elkezdi viszonozni férje érzéseit.

## Szereplők
| Szerepnév                                     | Színész(nő)           | Magyar Hang        |
| --------------------------------------------- | --------------------- | ------------------ |
| Ruth Araújo / Raquel Araújo de Assunção       | Glória Píres          | Szabó Gabi         |
| Marcos Assunção Soares De Azevedo             | Guilherme Fontes      | Stohl András       |
| Virgílio Assunção                             | Raul Cortez           | Gruber Hugó        |
| Clara «Clarita» Soares De Azevedo de Assunção | Susana Vieira         | Pálos Zsuzsa       |
| Malu Assunção                                 | Vivianne Pasmanter    | Kisfalvi Krisztina |
| Arlete Assunção                               | Thaís de Campos       | Kökényessy Ági     |
| Floriano Araújo                               | Sebastião Vasconcelos | Szélyes Imre       |
| Isaura Araújo                                 | Laura Cardoso         | Tóth Judit         |
| Holdkóros Tonho                               | Marcos Frota          | Czvetkó Sándor     |
| Glorinha Da Lua                               | Gabriela Alves        | Timkó Eszter       |
| Donato                                        | Paulo Goulart         | Kránitz Lajos      |
| Breno Soares de Azevedo                       | Daniel Dantas         | Kassai Károly      |
| Vera Soares de Azevedo                        | Isadora Ribeiro       | Závodszky Noémi    |
| César Queiroz                                 | Henri Pagnoncelli     | Kovács István      |
| Alaor De Almeida Passos                       | Humberto Martins      | Kőszegi Ákos       |
| Tônia                                         | Andréa Beltrão        | Tóth Auguszta      |
| Vilma                                         | Denise Milfont        | Andresz Kati       |
| Do Carmo                                      | Lu Mendonça           | Kocsis Mariann     |
| Tito Belo                                     | Eduardo Moscovis      | Dózsa Zoltán       |
| Andréa Sampaio                                | Karina Perez          | Gubás Gabi         |
| Luzia                                         | Cibele Larrama        |                    |
| Oswaldo Sampaio                               | Adriano Reys          | Versényi László    |
| Julieta Sampaio (Juju)                        | Nicette Bruno         | Szabó Éva          |
| Zé Pedro                                      | Carlos Zara           |                    |
| Manuela                                       | Eloísa Mafalda        | Czigány Judit      |
| Carola Sampaio                                | Alexandra Marzo       | Ábel Anita         |
| Zé Luís                                       | Irving São Paulo      | Rajkai Zoltán      |
| Alemão                                        | Jonas Bloch           | Juhász György      |
| Celina de Almeida Passos                      | Suely Franco          |                    |
| Vitor                                         | Oscar Magrini         | Sztarenki Pál      |
| Reginho                                       | Fabrício Bittar       |                    |
| Wanderley Amaral                              | Paulo Betti           | Gergely Róbert     |
| Dr. Munhoz                                    | Edwin Luisi           | Breyer Zoltán      |
| Marujo                                        | Ricardo Blat          | Csuja Imre         |
| Joel                                          | Evandro Mesquita      | Vasvári Csaba      |
| Daniel                                        | João Carlos Barroso   |                    |
| Maria Helena                                  | Alexia Deschamps      |                    |
| Garnizé                                       | Serafim Gonzalez      |                    |
| Delegado Rodrigo                              | Stepan Nercessian     | Uri István         |
| Servílio                                      | Antonio Pompeo        | Crespo Rodrigo     |
| Chico Belo                                    | Joel Barcellos        | Galkó Balázs       |
| Duarte                                        | Marco Miranda         |                    |
| Santiago                                      | Marcelo Mansfield     |                    |
| Hilda                                         | Cleyde Blota          |                    |
| Padre João                                    | Kleber Drable         |                    |
| Jota                                          | Leonardo Miranda      |                    |
| Bírónő                                        |                       | Fodor Zsóka        |
| Tavinho                                       | Luciano Vianna        |                    |
| Carijó                                        | Roney Villela         |                    |
| Rozendo                                       | Toi Bressane          |                    |
| Bastião                                       | Dary Reis             | Rajhona Ádám       |

## Érdekességek
Glória Pires és Raul Cortes és Guilherme Fontes később együtt szerepelt A pampák királyában.